# Героїні Коронильї
Героїні Коронильї — жінки, які 27 травня 1812 року вступили в бій у місті Кочабамба проти роялістського генерала Хосе Мануеля де Гоєнече під час війни за незалежність Королівської аудієнсії Чаркас (нині Болівія). Жінки на чолі з Мануелою Гандарильяс, залишившись без патріотичної армії, самоорганізувалися й вирішили чинити опір іспанцям. Вони закріпилися на вершині пагорба Сан-Себастьян, у місці, відомому як Ла Коронилья, приблизно за 1400 м від центру Кочабамби (тепер у центрі міста), де роялістські солдати їх перемогли.
На згадку про сміливість жінок у 1927 році, президент Ернандо Сілес Реєс встановив 27 травня Днем матері в Болівії.

## Передумови
У травні 1812 року роялістський генерал Хосе Мануель де Гоєнече, після своєї перемоги в битві під Уакі (20 червня 1811 року), розпочав новий наступ на Кочабамбу з Ла-Пас. 24 травня 1812 року Гоєнече досяг висот Покони, поблизу Кочабамби. Там він атакував Естебана Арсе (1775—1815), який мав приблизно 4000 погано озброєних чоловіків, вибив Арсе з позицій і захопив артилерію; війська Арсе відійшли назад. Після перегрупування Арсе отримав посланця від Маріано Антесани (1771—1812), губернатора Кочабамби, який просив його відступити. Арсе підкорився, але сказав своїм людям: «Цей відступ не через мене: ми в найкращих умовах, щоб їх перемогти, але мене кличе Антесана».
Антесана надіслав парламентерів до Гоєнече, пропонуючи капітуляцію, яку останній прийняв, наказавши припинити бойові дії. Поразка призвела до розладу між Арсе та Антесаною. Арсе разом із Карлосом Табоадою та ще 300 революціонерами, не визнаючи перемир'я, спробували відступити на південь, але 7 червня 1812 року вони натрапили в Мольємольє (Мольєс) на ополченців і роту найманців-мігелетів із Чукісаки (нинішнього Сукре). Їх розбили й захопили в полон. Лідерів стратили.

## Напад на Кочабамбу
Губернатор Антесана повернувся до Кочабамби, де намагався зібрати підкріплення. Гоєнече наказав своїм солдатам рушити на місто, але з району Ла Тамборади по них знову відкрили вогонь, тож він відновив атаку. Антесана повідомив, що він капітулює. Опір міста зводився лише до невеликого війська жінок, озброєних мачете, молотами, кількома рушницями і трьома гарматами, якими керувала жінка на ім'я Мануела Гандарильяс і продавчині з базару, відомі як чіфлерас.
Гоєнече не прийняв жодної угоди з Антесаною і 27 травня 1812 року ввів солдатів до міста, дозволивши їм протягом двох годин грабувати Кочабамбу. Солдати вривалися до будинків у пошуках лідерів, зокрема на маєток Естебана Арсе, де його дружина Мануела Родрігес Терсерос кинулася проти тих, хто увірвався, й повела жінок на вулиці разом із дітьми, протестуючи проти обшуків із криком: «Наш дім — священний!». Жінки Кочабамби, бачачи боягузтво своїх чоловіків, батьків і синів, які воліли домовитися з іспанськими силами, вирішили захищати свої домівки. Вони вирушили на пагорб Сан-Себастьян. Гоєнече оточив пагорб, де зосередився опір, і захопив його після двох годин бою.

## Спадщина
Аргентинський генерал Мануель Бельграно дізнався про бої майже через місяць, 22 червня, з повідомлень утікачів; згодом солдат Франсіско Турпін, що служив у Першій роті стрільців 6-го полку, надав детальний звіт щодо всіх подій, який було передано до Буенос-Айреса.
Сам Бельграно, який 1812 року перебував у місті Сан-Сальвадор-де-Жужуй, командуючи Північним військом, надіслав до Буенос-Айреса єдиний беззаперечний документ, що засвідчує масову загибель і жертовність жінок Кочабамби в Ла Коронильї: рапорт патріотичного солдата Франсіско Турпіна.
|                                                 | Щоночі під час переклички один офіцер кожного підрозділу голосно питав: «Чи присутні жінки Кочабамби?» — і другий відповідав: «Слава Богу, всі вони полягли за батьківщину на полі честі». Слава кочабамбінкам, які виявили такий запал, гідний увійти в пам’ять прийдешніх поколінь! Вони подали приклад, що має зворушити, сер, навіть найбайдужіші серця, і я впевнений, що це не останній випадок, коли вони посоромлять тих зі свого роду, хто, засліплений, працює проти святої справи, і навіть тих чоловіків, які воліють рабство, щоб не наражати життя на небезпеку задля забезпечення наших законних прав. |
| — Мануель Бельграно (Жухуй, 4 серпня 1812 року) | |

Щороку 27 травня в Болівії відзначають День матері на згадку про сміливість жінок Коронильї.